# باتريسيو شواب
باتريسيو شواب (بالإسبانية: Patricio Schwob)‏ هو لاعب كرة قدم تشيلي في مركز الهجوم، ولد في 14 أبريل 1986 في سانتياغو في تشيلي. لعب مع ديبورتيس ماجالانز.

## وصلات خارجية
- باتريسيو شواب على موقع قاعدة بيانات كرة القدم.إي يو (الإنجليزية)
- باتريسيو شواب على موقع Soccerway.com (الإنجليزية)
- باتريسيو شواب على موقع AS.com (الإسبانية)